# Ina-ilija-allak
Ina-ilija-allak (akad. Ina-ilīja-allak, w transliteracji z pisma klinowego zapisywane mi-na-DINGIR-ia-a-lak) – wysoki dostojnik (funkcja nieznana) na dworze asyryjskiego króla Adad-nirari II (911-891 p.n.e.), wzmiankowany w jednej z inskrypcji tego władcy. Zgodnie z asyryjskimi listami eponimów pełnił on w 895 r. p.n.e. urząd limmu (eponima). Za jego eponimatu Adad-nirari II poprowadzić miał wyprawę wojenną przeciw miastom w krainie Habhu, które zaatakowały miasto Kummu, sojusznika Asyrii.